# 五寨県
五寨県（ごさい-けん）は中華人民共和国山西省忻州市に位置する県。

## 歴史
遼朝に設置された寧遠県を前身とする。1267年（至元4年）、元朝により廃止された。明朝になると五寨堡が設置され、1725年（雍正3年）に清朝により五寨県に昇格し現在に至る。

## 行政区画
- 鎮:硯城鎮、小河頭鎮、三岔鎮
- 郷:前所郷、李家坪郷、孫家坪郷、胡会郷、韓家楼郷、東秀荘郷、杏嶺子郷